# Superliga (Irak) 2010/11
Het seizoen 2010-11 is 37e editie van de Superliga (Irak). Het seizoen begint op 12 november en eindigt naar verwachting eind mei 2011.

## Vorming van de competitie
Er zijn dit seizoen 28 clubs in de competitie, 12 minder dan het seizoen daarvoor. Het uiteindelijke doel is om in het seizoen 2011-12 16 clubs over te houden.

### Noordelijke competitie
- Al Jaish (Bagdad)
- Al Kahrabaa (Bagdad)
- Al-Karkh SC (Bagdad)
- Al-Naft (Bagdad)
- Ramadi FC
- Al Shurta  (Bagdad)
- Al-Sinaa (Bagdad)
- Arbil FC
- Diyala FC
- Dohuk FC
- Mosul FC
- Peshmerga FC
- Samarra FC
- Zakho FC

### Zuidelijke competitie
- Diwaniya FC
- Al-Hassanin (Bagdad)
- Al-Hindiya FC (Bagdad)
- Al-Masafi FC (Bagdad)
- Al-Minaa (Basra)
- Al Nasiriya FC
- Al Talaba (Bagdad)
- Al-Quwa Al-Jawiya (Bagdad)
- Al-Zawraa (Bagdad)
- Baghdad FC
- Karbalaa FC
- Naft Al-Janoob (Basra)
- Naft Maysan (Amarah)
- Najaf FC

## Stadions en steden
| Club              | Locatie     | Stadion                             | Capaciteit    |
| ----------------- | ----------- | ----------------------------------- | ------------- |
| Al-Diwaniya FC    | Al-Diwaniya | Al Diwaniya Stadion                 | 5.000         |
| Al-Hassanin       | Baghdad     |                                     |               |
|                   |             |                                     |               |
| Al-Hindiya FC     | Karbala     | -                                   |               |
| Al-Karkh SC       | Baghdad     | Al Karkh Stadion                    | 6.000         |
| Al-Masafi FC      | Baghdad     |                                     |               |
|                   |             |                                     |               |
| Al-Minaa          | Basra       | Al Minaa Stadion                    | 10.000        |
| Al-Naft           | Baghdad     | Al Naft Stadion                     | 3.000         |
| Najaf FC          | Najaf       | An Najaf Stadion                    | 10.000        |
| Al-Quwa Al-Jawiya | Baghdad     | Al-Quwa Al-Jawiya Stadion           | 6.000         |
| Al Shurta         | Baghdad     | Al Shurta Stadion                   | 7.000         |
| Al-Sinaa          | Baghdad     | Al Sinaa Stadion                    | 6.000         |
| Al Talaba         | Baghdad     | Al Karkh Stadion, Al Talaba Stadion | 6.000, 10.000 |
| Al Zawraa         | Baghdad     | Al Zawraa Stadion                   | 15.000        |
| Arbil FC          | Arbil       | Franso Hariri Stadion               | 28.000        |
| Baghdad FC        | Baghdad     | Baghdad Stadion (onder constructie) | 3.000         |
| Diyala FC         | Baqubah     | Al Ba'quba Stadion                  | 7.000         |
| Dohuk FC          | Duhok       | Duhok Stadion                       | 20.000        |
| Karbala FC        | Karbala     | Karbala Stadion                     | 5,000         |
| Maysan FC         | Amara       | Maysan Stadion                      | 10.000        |
| Mosul FC          | Mosul       | Al Mosul University Stadion         | 7.000         |
| Naft Al-Janoob    | Basra       | An Nasiriyah Stadion                | 10.000        |
| Naft Maysan       | Amara       |                                     |               |
|                   |             |                                     |               |
| Nassiriya FC      | Nasiriya    | An Nasiriyah Stadion                | 10.000        |
| Ramadi FC         | Ramadi      | Al Ramadi Stadion                   | 10.000        |
| Samarra FC        | Samarra     | Samaraa Stadion                     | 10.000        |
| Zakho FC          | Zakho       | Zakho Stadion                       | 6.000         |